# Sinagoga di Urbino
La sinagoga di Urbino è situata in via Stretta 43, nell'area in cui si estendeva il ghetto ebraico, ai margini della città antica, tant'è che si trova vicino al tratto delle mura urbiche tra Porta Valbona e il bastione della Rampa elicoidale, prospiciente il piazzale del Mercatale.

## Storia
La sinagoga fu eretta in concomitanza con l'istituzione del Ghetto, dopo la devoluzione del Ducato alla Santa Sede (1631). Fino ad allora la comunità ebraica cittadina godette di grande tolleranza da parte dei duchi, tanto che la prima sinagoga si trovava vicino alla centralissima piazza Duca Federico. Il ghetto e la sinagoga furono eretti in contrada Valbona, dove vi erano molte case di proprietà della nobile famiglia Giunchi, tra cui il proprio palazzo, prospettante sull'odierna via G. Mazzini (già Valbona). In seguito all'occupazione francese di fine XVIII secolo furono abbattute le porte del Ghetto, che non furono ripristinate neanche dopo, durante la Restaurazione.

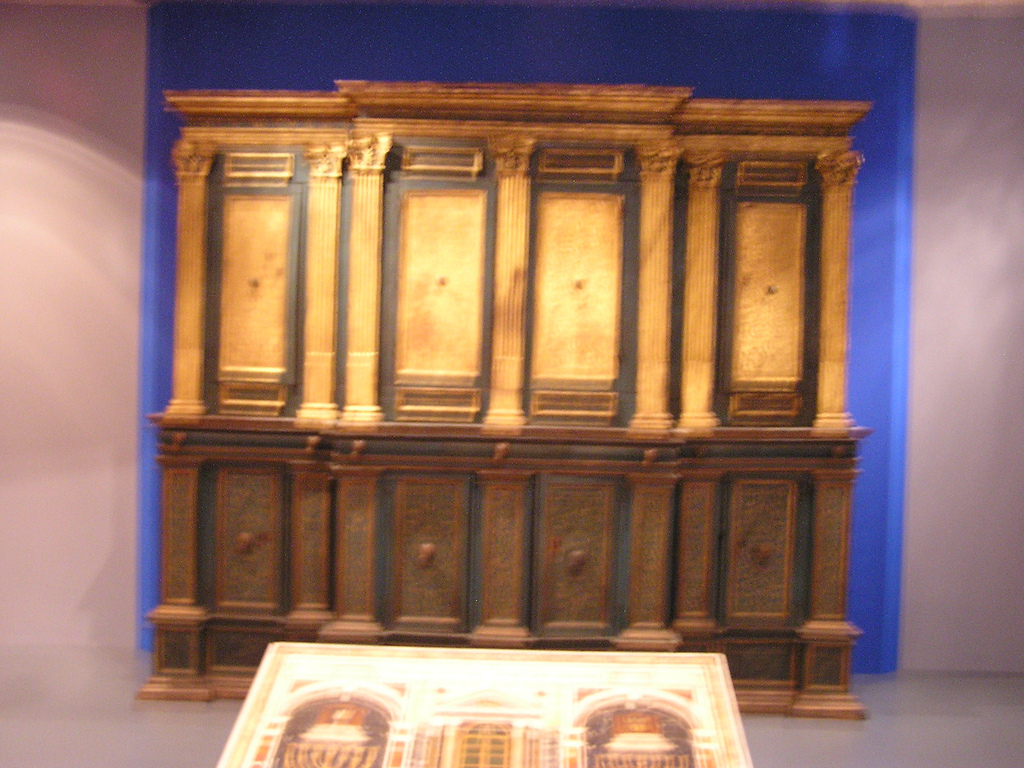
L'antico Aron della prima sinagoga

La sinagoga fu rifatta verso la metà del XIX secolo, richiamando nello stile architettonico-decorativo gli interni della rinnovata Cattedrale cittadina. Presenta una conformazione interna molto simile a una cappella cristiana, ad aula unica voltata a botte, chiusa sul lato settentrionale da un'abside in cui fu collocato l'Aron. Fu l'allora arcivescovo Angeloni a fornire alla comunità ebraica gli stampi delle decorazioni della Cattedrale (rosoni e girali vegetali), realizzati dall'urbinate Francesco Antonio Rondelli. Gli arredi lignei furono realizzati dall'ebanista cagliese Francesco Pucci, compresi il Bimah e l'Aron; quest'ultimo fu completamente rifatto rispetto al precedente (inadatto alle pareti ricurve dell'abside), risalente alla fine del XV secolo, probabile dono dei duchi, venduto agli inizi del XX secolo e oggi conservato presso il Jewish Museum di New York .

## Descrizione

### Esterno
La facciata principale (lato ovest) aggetta su via Stretta (la via principale dell'ex Ghetto), con tre ingressi (due minori ai lati e uno principale al centro) e due ordini di finestre su cornici marcadavanzali; adornati da cornici in pietra, con l'eccezione dei portali, quello centrale più alto ed elaborato, quelli laterali in semplici laterizi. Le facciate sono composte da mattoni a vista, con l'eccezione di quella orientale (intonacata) e di quella principale, che presenta, nella parte sommitale (al livello del secondo piano), file di blocchi di pietra alternate a file di mattoni. Il lato meridionale prospetta verso le scalette del teatro e presenta una facciata più elaborata, scandita da tre paraste (due laterali e una centrale) terminanti in capitelli dorici e sostenenti una trabeazione sotto la gronda del tetto; al centro dei due spazi divisi dalle paraste si aprono rispettivamente due ampie finestre ad arco a tutto sesto, incorniciate con modanature lineari. La finestra di sinistra è più piccola in quanto corrisponde ad ambienti di servizio e presenta la cornice per simmetria con quella di destra, corrispondente all'aula liturgica. Sul lato meridionale aggetta anche il muro di cinta del piccolo cortile posto sul lato orientale dell'edificio. Su quest'ultimo lato a monte confina, tramite il cortile, con altri fabbricati. Anche il lato settentrionale, fino alla prima metà del XX secolo, confinava con altri edifici, poi abbattuti, da cui è stata ricavata l'attuale piazzetta adiacente a via Stretta.

### Interno
L'aula liturgica è ospitata verso il lato orientale e si sviluppa sull'asse nord-sud. È costituita da una sala rettangolare, illuminata da una grande finestra sul lato meridionale e da cinque finestre a lunetta più piccole nella parte superiore a est, alla base della volta a botte, speculari ai balconcini aperti su una galleria adibita a matroneo. All'estremità settentrionale dell'aula si trova l'abside con l'Aron, mentre sul lato opposto vi è il Bimah (pulpito rialzato). Le pareti sono scandite da semicolonne di ordine ionico sorreggenti una trabeazione, il cui fregio è decorato con girali vegetali, sulla quale si sviluppa la volta a botte. La calotta absidale è cassettonata e decorata da rosoni. Nell'atrio vi è una targa in ebraico che ricorda l'ospitalità data dai duchi di Urbino agli ebrei perseguitati.